# Tajvani vaddisznó
A tajvani vaddisznó (Sus scrofa taivanus) az emlősök (Mammalia) osztályának párosujjú patások (Artiodactyla) rendjébe, ezen belül a disznófélék (Suidae) családjába tartozó vaddisznó (Sus scrofa) egyik alfaja.

## Előfordulása
A tajvani vaddisznó előfordulási területe a Kínai Köztársasághoz tartozó Tajvan szigeten van.

## Megjelenése
A kisméretű vaddisznóalfajok egyike. A szőrzete feketés színű.

## Fordítás

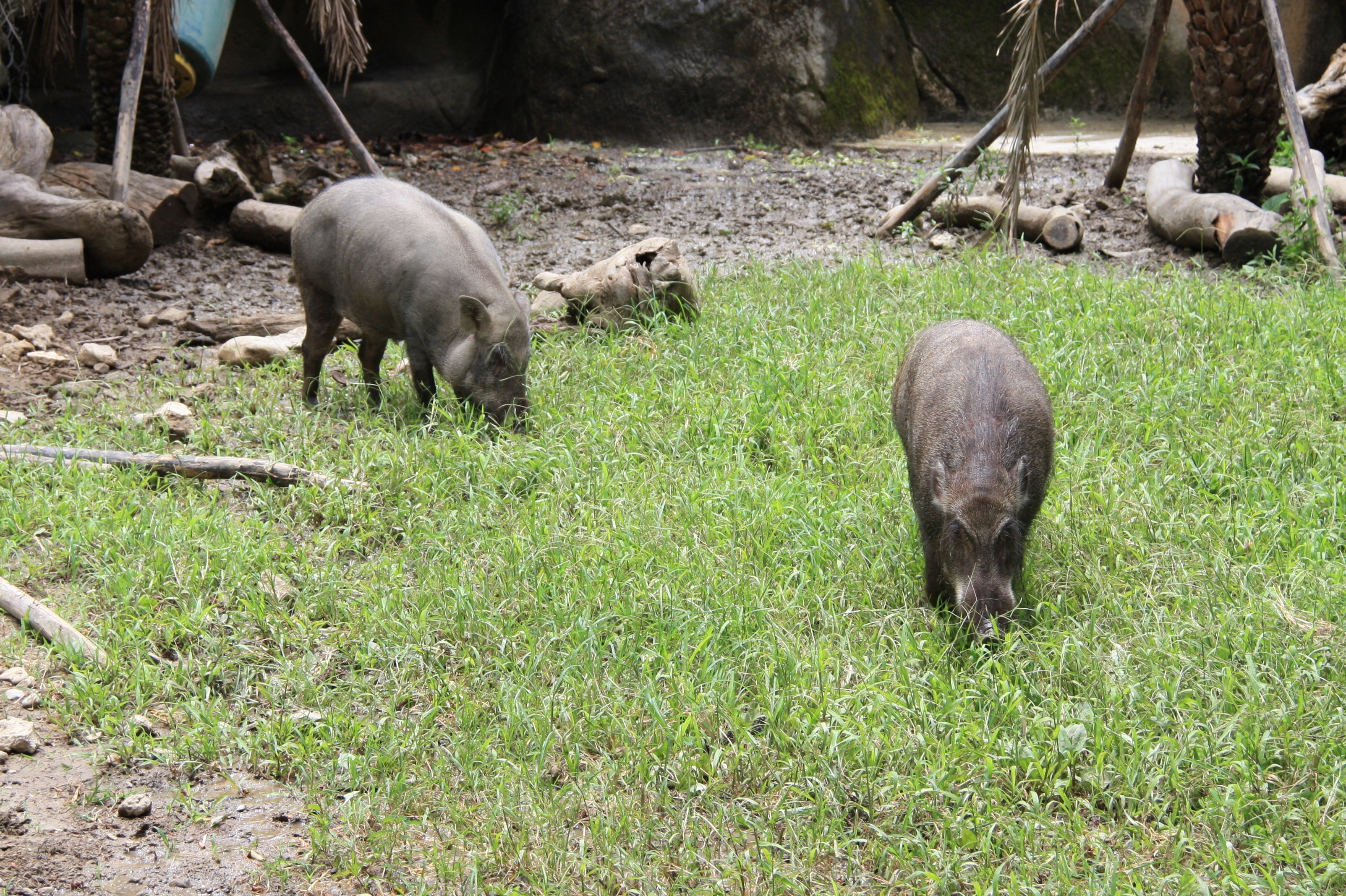
Állatkerti példányok

- Ez a szócikk részben vagy egészben  a   Wild boar című angol Wikipédia-szócikk ezen változatának fordításán alapul.  Az eredeti cikk szerkesztőit annak laptörténete sorolja fel. Ez a jelzés csupán a megfogalmazás eredetét és a szerzői jogokat jelzi, nem szolgál a cikkben szereplő információk forrásmegjelöléseként.